# Teinogenys paradoxus
Teinogenys paradoxus är en skalbaggsart som beskrevs av Phillip B. Carne 1957. Teinogenys paradoxus ingår i släktet Teinogenys och familjen Dynastidae. Inga underarter finns listade i Catalogue of Life.